# Alegeri legislative în Africa de Sud, 1989
Alegerile  legislative din 1989 din Africa de Sud au fost ultimele alegeri generale rasiale, bazate pe alegerile parlamentare. Alegerile au avut loc mai devreme, tocmai pentru a evalua suportul de care se bucura noul lider al Partidulul Național, Frederik Willem de Klerk, (aflat in plin proces de înlocuire a lui P W Botha, in calitate de președinte al țării) și a reformei sale, care prevedea și eliminarea politicii de segregare, așa numitul apartheid.
Deși  a câștigat cu o majoritate absolută, Partidul Național a suferit o înfrângere electorală, câștigând doar 48% din votul popular și 103 de locuri în Camera Adunării.
Opozitia oficiala, reprezentata de Partidul Conservator (PC),s-a opus oricărei forme de coaliție cu alte grupări rasiale,rămânând in opozitie, cu 41 de locuri și 31% din voturi.
Înainte de alegeri, Partidul Progresist Federal (PFP) s-a dizolvat și s-a reorganizat ca Partidul Democrat (PD), care a reușit să obțină 34 de locuri.

## Camera Adunării(Albii)
6 septembrie 1989, Alegerile pentru Camera Adunării
- Alegători inregistrați:3 120 104
- Total voturi (prezența la vot):2 167 929 (69,48%)
- Voturi invalide: 10 336
- Total voturi exprimate: 2 157 593

| Partide                      | Voturi    | %     | +/-   | Locuri | +/- |
| ---------------------------- | --------- | ----- | ----- | ------ | --- |
| Partidul Național            | 1 039 704 | 48.2% | -4.1% | 103    | -21 |
| Partidul Conservator         | 680 131   | 31.5% | 4.9%  | 41     | +19 |
| Partidul Democrat            | 431 444   | 20.0% | +6.0% | 34     | +14 |
| Partidul Nasionale Herstigte | 5 416     | 0.2%  | -2.7% | 0      | 0   |
| Total                        | 2 157 593 | 100%  | 0     | 178    | +11 |

Camera Albă a Parlamentului avea 178 de membrii, dintre care 166 aleși în mod direct(inclusiv mandatul din Walvis Bay, care a fost inclus din 1981),8 aleși indirect de membrii aleși în mod direct, pe baza reprezentării proporționale și 4 desemnați de Președinte(câte unul din fiecare provincie)
Rezultatele alegerilor au fost interpretate de Guvern (pe baza sprijinului Partidului Național și a Partidului Democrat) ca un mandat din partea electoratului alb, forțat să renunțe la sistemul de apartheid (segregare) și să ajungă la un compromis cu Congresul Național African al cărui lider era Nelson Mandela.

## Camera Reprezentanților (Mulatrii)
| Partide                        | Voturi  | %     | Nr. locuri | +/- |
| ------------------------------ | ------- | ----- | ---------- | --- |
| Partidul Național              | 171 930 | 65.0% | 69         | -7  |
| Partidul Democratic Reformator | 39 741  | 15.2% | 5          | +5  |
| Independenții                  | 24 705  | 9.4%  | 2          | +2  |
| Partidul Unit Democratic       | 19 261  | 7.6%  | 3          | +3  |
| Partidul Liberal               | 1 949   | 0.7%  | 1          | 0   |
| Total                          | 261 047 | 100%  | -          | -   |

Prezența la vot a populației mulatre a fost foarte scazută(aproximativ 18%).Cei care l-au susținut pe Allan Hendricske, liderul Partidului Laburist, au constitituit majoritatea alegătorilor Camerei Reprezentanților.

## Camera Delegaților (Indienii)
| Partide                            | Voturi  | %     | Locuri alese | +/- | Locuri desemnate | Total locuri |
| ---------------------------------- | ------- | ----- | ------------ | --- | ---------------- | ------------ |
| Partidul Solidarității             | 58 216  | 37.6% | 16           | -1  | 3                | 19           |
| Partidul Național Popular          | 38 523  | 24.9% | 8            | -12 | 1                | 9            |
| Independenții                      | 24 157  | 15.6  | 6            | +4  | 0                | 6            |
| Partidul Democrat                  | 10 427  | 6.7%  | 3            | +3  | 0                | 3            |
| Partidul Național Federal          | 8 058   | 5.2%  | 1            | +1  | 0                | 1            |
| Partidul Popular din Africa de Sud | 6 064   | 3.9%  | 1            | +1  | 0                | 1            |
| Partidul Unit                      | 2 712   | 1.8%  | 0            | 0   | 0                | 0            |
| Partidul Popular Merit             | 2 078   | 1.3%  | 3            | +3  | 1                | 4            |
| Partidul Progresist Independent    | 1 497   | 1.0%  | 0            | -1  | 0                | 0            |
| Partidul Liberal                   | 703     | 0.7%  | 2            | +2  | 0                | 2            |
| Partidul Republican                | 701     | 0.7%  | 0            | 0   | 0                | 0            |
| Total                              | 154 524 | 100%  | 40           | 0   | 5                | 45           |

Prezența indiană la vot a fost de aproximatix 23%.